# Adam și Eva (piesă de teatru)
Adam și Eva este o piesă de teatru din 1963; o  comedie în 3 acte scrisă de Aurel Baranga.

## Personaje
(în ordinea intrării în scene) 
OSPĂTARUL  - profesia nu-l obligă la o vârstă precisă 
ACTORUL - patruzeci de ani, dar poate fi și cu zece ani mai bătrân 
MANOLACHE - directorul lui Victor, deci încă „bine" din toate punctele de vedere 
VICTOR - subalternul lui Manolache, deci, obligatoriu, cu zece ani mai mic, ca să nu spun mai tânăr 
EVA - douăzeci și șase de ani, deși un an, doi în plus nu atacă substanța dramatică a lucrării 
FATA și  BAIATUL - de aceeași vârstă 
ADAM VINTILA - are cu zece ani mai mult ca Eva, și lucrul e vizibil 
CLOTILDA NICOLAU - șaizeci de ani, trăiți intens 
MEICU - în jurul a cincizeci de ani, cu toate că poate fi mai tânăr sau mai bătrân, după posibilitățile teatrului 
NACU și TACU - vârsta o vor stabili organele de resort 
CABANIERA - ca toți oamenii trăiți la munte, are vârsta pe care o declară 

## Prima reprezentație
Personaje și actorii primei reprezentații (27 aprilie 1963 - Teatrul Național din Cluj) 
- Actorul: Aurel Giurumia
- Manolache: Petru Felezeu, Alexandru Marius
- Victor: Bucur Stan
- Adam: Alexandru Munte Zighi
- Eva: Ligia Moga
- Fata: Melania Ursu
- Băiatul: Florin Dumbravă
- Ospătarul: Gheorghe Jurcă
- Clotilda: Magda Tîlvan
- Meicu: George Gherasim
- Nacu: Gh. M. Nuțescu
- Tacu: Octavian Teuca
- Cabaniera: Constanța Constantinescu
- Luiza: Rodica Daminescu